# Cöthener FC Germania 03
Cöthener FC Germania 03 is een Duitse voetbalclub uit de stad Köthen. Tot 1927 werd Köthen met een C geschreven en de club is deze schrijfwijze blijven behouden.

## Geschiedenis
De club werd opgericht in 1903 en speelde vanaf 1909 in de Gau Anhalt, een onderdeel van de Midden-Duitse voetbalbond. De club kon nooit de titel winnen en speelde in de schaduw van stadsrivaal SV Köthen 02. Na 1919 werd de Anhaltse competitie de tweede klasse van de Kreisliga Elbe. In 1922 werd de club kampioen van Anhalt en nam deel aan de promotie-eindronde, waar ze tweede werden achter Burger FC 02 Preußen. Na het seizoen 1923 werd de Anhaltse competitie als Gauliga Anhalt terug opgewaardeerd als hoogste klasse. In 1928 werd de club met één punt achterstand op SC Köthen 09 vicekampioen. Na enkele jaren middenmoot werden ze in 1932 opnieuw met één punt achterstand vicekampioen, nu achter Viktoria Zerbst. 
In 1933 werd de competitie geherstructureerd. De Midden-Duitse bond werd ontbonden en de vele competities werden vervangen door de Gauliga Mitte en Gauliga Sachsen. De clubs uit Anhalt werden te licht bevonden voor de Gauliga Mitte en voor de Bezirksklasse Magdeburg-Anhalt plaatsten zich slechts vier clubs. De zesde plaats volstond dus niet en de club verzeilde zo in de 1. Kreisklasse Anhalt (derde niveau). De club kon pas in 1942 kampioen worden en kon via de eindronde promotie afdwingen. In 1942/43 werd de club vijfde, maar voor het volgende seizoen werd de Bezirksklasse ontbonden en gingen de clubs in de regionaal meer onderverdeelde Kreisklasse spelen. 
Na de Tweede Wereldoorlog werden alle Duitse voetbalclubs ontbonden. Rivaal Köthen 02 werd niet meer heropgericht, maar Germania wel onder de naam SG Köthen-Süd. In 1949 werd de club zoals de meeste Oost-Duitse clubs onderdeel van het Betriebssportgemeinschaft, een moederbedrijf. De naam werd een aantal maal gewijzigd: KWU Köthen, Vorwärts Köthen, Stahl Köthen en Union Köthen. In 1952 speelde de club, inmiddels onder de naam Motor Köthen in de nieuw opgerichte Bezirksliga Halle, een van de derde klassen. Na één seizoen degradeerde de club en in 1955 promoveerde de club weer, maar de Bezirksliga was inmiddels wel de vierde klasse. De club vestigde zich de volgende jaren in de Bezirksliga en promoveerde in 1962 naar de II. DDR-Liga, de derde klasse. De club werd vierde, maar na dit seizoen werd de II. DDR-Liga opgeheven en belandde de club weer in de Bezirksliga Halle, die nu wel weer de derde klasse was. Na een degradatie in 1972 werd de club een liftploeg.
Na de Duitse hereniging in 1990 werd de naam gewijzigd in KSV Germania 90 en in 1995 werd de originele naam weer aangenomen, met een C geschreven. Na de naamswijziging van de stad in 1927 schreef de club de naam tot aan de Tweede Wereldoorlog wel met een K.